# وشم برلپش
وشم برلپش (نام علمی: Crypturellus berlepschi) نام یک گونه از سرده دمچه‌پنهان‌ها است.